# Leon von Byzanz
Leon von Byzanz († um 339 v. Chr., spätestens 336 v. Chr. in Byzantion) war ein griechischer Politiker und Philosoph des 4. Jahrhunderts v. Chr. Er war ein Schüler Platons und unterstützte Athen im Kampf gegen Philipp II. von Makedonien.
Leon, dessen Vater ebenfalls Leon hieß, stammte aus Byzantion am Bosporus, dem späteren Konstantinopel. Er besuchte Platons Akademie in Athen und war als schlagfertiger Redner bekannt. Der athenische Feldherr und Politiker Phokion, der zur gleichen Zeit die Akademie besucht hatte, zählte zu seinen Freunden.
Als Leons Heimatstadt, zu deren führenden Politikern er zählte, sich mit Athen gegen Philipp von Makedonien verbündete, ging er als Gesandter dorthin. Philipp belagerte Byzantion 340/339 v. Chr., die Stadt leistete jedoch unter Leons Führung erfolgreich Widerstand und nahm auch die von Phokion kommandierte athenische Flotte auf.
Eine Anekdote berichtet von Leons Tod: Nachdem Philipp von Makedonien die Belagerung von Byzantion abgebrochen hatte, habe er behauptet, Leon habe die Stadt nur verteidigt, weil Philipp nicht auf seine hohen Geldforderungen eingegangen sei. Als sich daraufhin wütende Bürger vor Leons Haus versammelten, habe er sich selbst getötet, um einer Bestrafung durch Steinigung zu entgehen. In der neueren Forschung wird vermutet, es handle sich bei dem anekdotenhaften Bericht über Leons Tod um eine plumpe Verleumdung, denn die Byzantier hätten keinen Grund gehabt, ihrem Gegner Philipp mehr Glauben zu schenken als dem bei ihnen sehr angesehenen Leon. Möglich ist allerdings, dass die Byzantier 337 v. Chr. mit Philipp Frieden schlossen und dass Leon in diesem Zusammenhang als Gegner des Königs den Tod fand.
Wohl zu Unrecht wurden Leon mehrere historische Werke sowie der pseudoplatonische Dialog Halkyon zugeschrieben. Die Zuschreibung der historischen Werke beruht auf Leons umstrittener Identifizierung mit einem gleichnamigen Geschichtsschreiber und Schüler des Aristoteles.